# Efekt cappuccino

Symbol waluty euro

Efekt cappuccino – nieuzasadnione podwyżki cen detalicznych drobnych produktów bądź usług, które następują po zmianie waluty lokalnej na euro. Efekt dotyczy głównie często kupowanych produktów detalicznych lub powszechnych usług o niskich cenach.
Zaokrąglanie cen w górę oparte jest na mechanizmie tworzenia ceny atrakcyjnej, każącym zaokrąglać cenę do najbliższej całkowitej wartości. Np. produkt, który kosztował 1 markę po zmianie waluty kosztuje 1 euro, czyli prawie dwa razy drożej.
Nazwa efektu wzięła się od mechanizmu podwyżki cen kawy (tu cappuccino) w kawiarniach we Włoszech, które przed zmianą waluty kosztowały ok. 1500 lirów (równowartość 0,77 euro), a po zmianie 1 euro, co dało ok. 30% podwyżkę ceny. We Francji zjawisko to zwane jest także „efektem bagietki”, a w Niemczech nosi nazwę „teuro” (drogie euro).